# Simbilá
Simbilá es una villa peruana ubicada en el distrito de Catacaos, perteneciente a la provincia y departamento de Piura, al norte del Perú. 

## Ubicación
Simbilá se ubica al oeste de la provincia de Piura, en el distrito de Catacaos, en el departamento de Piura.

## Demografía
En 2017 Simbilá tenía una población de 4658 habitantes.
| Gráfica de evolución demográfica de Simbilá entre 1993 y 2017 |
|                                                               |
| Fuentes: Población 1993 y 2017                                |